# Hadena stauderi
Hadena stauderi là một loài bướm đêm trong họ Noctuidae.